# James Anderson (Tennisspieler)

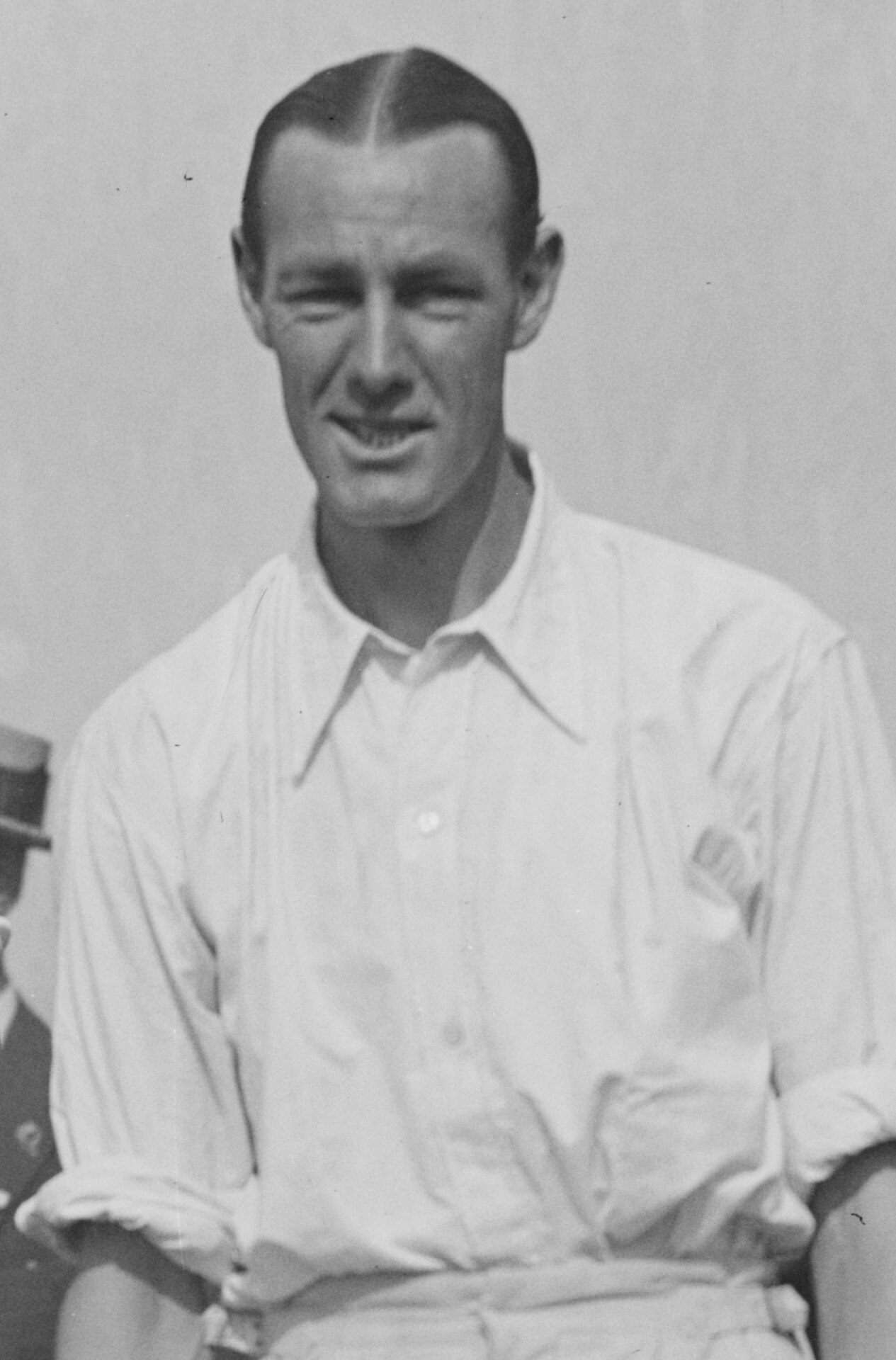
James Anderson 1922 beim Davis Cup

James Anderson (* 17. September 1894 in Enfield, New South Wales, Australien; † 22. Dezember 1973 in Sydney) war ein australischer Tennisspieler.
Er gewann das Herreneinzel bei den Australischen Meisterschaften 1922, 1924 und 1925. 1924 war er außerdem mit Norman Brookes im Herrendoppel erfolgreich.
In Wimbledon gewann er 1922 zusammen mit Randolph Lycett den Doppeltitel.
Von 1920 bis 1925 kam Anderson in der australischen Davis-Cup-Mannschaft zum Einsatz. Er bestritt insgesamt 36 Matches, von denen er 28 gewann.